# Lyudmila Prokasheva
Lyudmila Prokasheva, née le 23 janvier 1969 à Pavlodar dans la RSS kazakhe, est une patineuse de vitesse kazakhe.
Elle a remporté la médaille de bronze olympique lors des Jeux olympiques d'hiver de 1998 à Nagano au Japon dans l'épreuve du 5 000 m et également la médaille d'argent lors des championnats du monde en 1995.

## Palmarès

### Jeux olympiques
- Médaille de bronze sur 5 000 m aux Jeux olympiques d'hiver de 1998 à Nagano ( Japon)

### Championnats du monde toutes épreuves
- Médaille d'argent aux championnats du monde en 1995

### Championnats du monde simple distance
- Médaille de bronze sur 3 000 m aux championnats du monde en 1996